# Krisztián Nagy (Eishockeyspieler)
Krisztián Nagy (ungarisch Nagy Krisztián; * 28. Juli 1994 in Budapest) ist ein ungarischer Eishockeyspieler, der seit 2015 erneut beim Budapest Jégkorong Akadémia HC (früher MAC Budapest) in der Ersten Liga unter Vertrag steht.

## Karriere
Krisztián Nagy begann seine Karriere als Eishockeyspieler in der Jugendabteilung des MAC-Nepstadion Budapest in seiner Geburtsstadt. Als 15-Jähriger wechselte er zum Lokalrivalen Újpesti TE, für den er ebenfalls im Nachwuchsbereich auf dem Eis stand. 2010 ging er für zwei Jahre nach Finnland, wo er in den Jugendmannschaften von TuTo Hockey und Kalevan Pallo spielte. Nachdem er in der Spielzeit 2012/13 für den Miskolci Jegesmedvék JSE in der MOL Liga gespielt hatte, ging er für ein Jahr in die Vereinigten Staaten und spielte dort für die Minot Minotauros in der North American Hockey League und die El Paso Rhinos in der Western State Hockey League, die er mit seiner Mannschaft gewinnen konnte. Anschließend kehrte er nach Miskolc zurück und konnte 2015 mit den Eisbären das Triple aus MOL Liga, ungarischer Landesmeisterschaft und Landespokal erringen. Trotz dieser Erfolge verließ er die Mannschaft aus Nordungarn und kehrte zu seinem Stammverein in die Hauptstadt zurück. Mit MAC Budapest spielt er ebenfalls in der MOL Liga. Nachdem er mit MAC 2017 ungarischer Pokalsieger war, konnte er 2018 mit dem Klub sowohl die MOL Liga, als auch die ungarische Meisterschaft gewinnen.  Nachdem er die Spielzeit 2021/22 bei Savonlinnan Pallokerho in der finnischen Mestis verbracht hatte, kehrte er zum Budapest Jégkorong Akadémia HC, wie sich MAC Budapest nunmehr nennt, zurück.

### International
Für Ungarn nahm Nagy im Juniorenbereich an den U18-Weltmeisterschaften 2011 und 2012 in der Division I sowie den U20-Weltmeisterschaften 2013, als er zum besten Spieler seiner Mannschaft gewählt wurde, und 2014 in der Division II teil.
Im Seniorenbereich stand er im Aufgebot seines Landes bei den Weltmeisterschaften der Division I 2013, 2014, 2015, 2017, 2018 und 2019. Nach zwischenzeitlichen Aufstiegen spielte er bei den Weltmeisterschaften 2016 und 2023 in der Top-Division. Zudem vertrat er seine Farben bei den Olympiaqualifikationen für die Winterspiele in Pyeongchang 2018 und in Peking 2022.

## Erfolge und Auszeichnungen
- 2014 Gewinn der Western States Hockey League mit den El Paso Rhinos
- 2014 Aufstieg in die Division I, Gruppe B, bei der U20-Weltmeisterschaft der Division II, Gruppe B
- 2015 Gewinn der MOL Liga mit dem Miskolci Jegesmedvék JSE
- 2015 Ungarischer Meister und Pokalsieger mit dem Miskolci Jegesmedvék JSE
- 2015 Aufstieg in die Top-Division bei der Weltmeisterschaft der Division I, Gruppe A
- 2017 Ungarischer Pokalsieger mit MAC Budapest
- 2018 Gewinn der Ersten Liga mit MAC Budapest
- 2018 Ungarischer Meister mit MAC Budapest

## MOL/Erste-Liga-Statistik
(Stand: Ende der Saison 2022/23)